# Pulverturm (Rottweil)

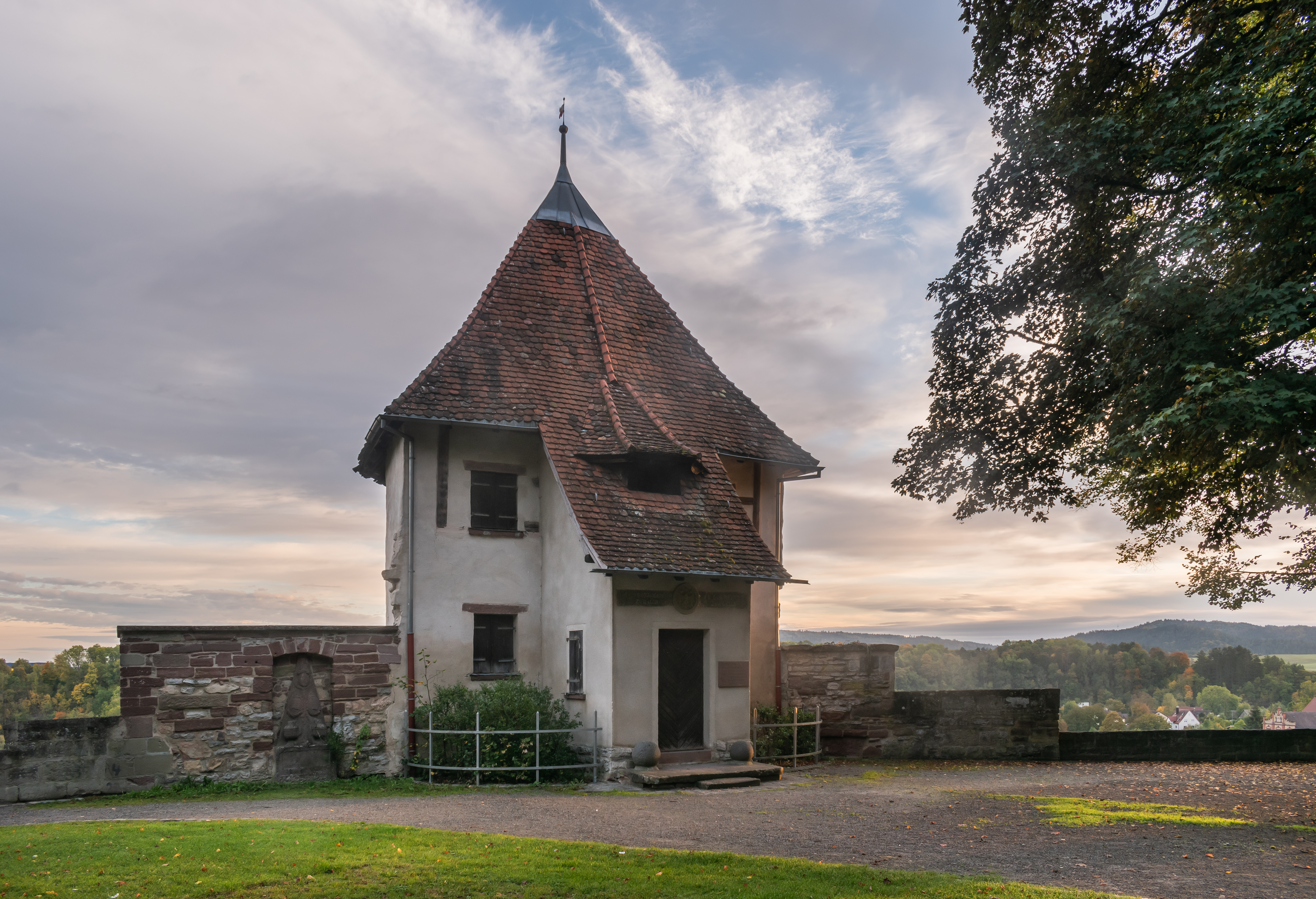
Der Pulverturm in Rottweil

Der Pulverturm im baden-württembergischen Rottweil ist ein geschütztes Kulturdenkmal. Er befindet sich im sogenannten Bockshof über dem Neckartal an der Nordostseite der früheren Stadtbefestigung.
Es handelt sich um einen zweigeschossigen verputzten, halbrunden Eckturm mit angeschnittenem Kegeldach. Er sitzt mit dem Untergeschoss auf dem massiven Fels auf. Zum Bockshof hin besitzt er einen Vorbau mit Pultdach, der 1912 angebaut wurde. Auf der stadtabgewandten Seite befinden sich schmale Schießscharten, sie südwestliche Seite zum Bockshof ist mit Rechteckfenstern und Natursteingesims ausgestattet.
Über dem Eingang befindet sich ein Fries mit der Inschrift „Der Vergangenheit zur Wehr, der Gegenwart zur Lehr“ und das Rottweiler Stadtwappen auf einem eingelassenen Medaillon.
Die Balken des Dachwerks wurden dendrochronologisch auf das Jahr 1466/67 datiert, der Turm selbst ist vermutlich älter. Die Stadtmauer um den Bockshof wurde im Jahr 1805 zum Teil abgetragen, wodurch auch die Wehrgänge verschwanden, die mit dem Pulverturm verbunden waren. Der Bockshof diente bis in das 19. Jahrhundert als Friedhof, neben dem Pulverturm befindet sich noch das Grabmal des einstigen Stadtarztes Dr. Vogel.
Der Turm diente ab 1700 als Munitionsmagazin der Stadt und des Schwäbischen Kreises, der hier das in der Pulvermühle hergestellte Schießpulver einlagerte. Seit 1912 wird das Gebäude vom Stadtarchiv genutzt.